# 長崎市立戸石小学校
長崎市立戸石小学校（ながさきしりつ といししょうがっこう、Nagasaki City Toishi Elementary School）は、長崎県長崎市戸石町にある公立小学校。長崎市内の小学校の中で最も早い創立である。

## 概要
歴史
1873年（明治6年）に開校。2023年（令和5年）に創立150周年を迎えた。
校章
中央に校名の略称である「戸小」の文字を配している。
校歌
1965年（昭和40年）5月15日制定。作詞は寺井俊子、作曲は柴原秀夫による。3番まであり、各番とも校名の「戸石小」で終わる。
校区
長崎市のうち「上戸石町、川内町、戸石町、牧島町」。中学校区は長崎市立橘中学校。

## 沿革
- 1873年（明治6年）- 学制により寺子屋を廃止し、戸石村里名尾崎に「戸石村公立戸石小学校」が開校。当初の児童数は約50名。
- 1874年（明治7年）- 大風で学校が倒壊したため、分散授業を実施。
- 1975年（明治8年）- 里名宝瑞庵で合同授業を実施。
- 1978年（明治11年）- 火事により校舎を消失したため、戸石神社を校舎とする。
- 1980年（明治13年）- 「公立中等戸石小学校」と改称。
- 1985年（明治18年）- 「戸石学区[2]公立中等戸石小学校」と改称。
- 1886年（明治19年）- 小学校令により、「尋常戸石小学校」と改称。校舎を現・戸石橋あたりに新築し、移転。児童数は86名。
- 1891年（明治24年）5月 - 牧島分教場を設置（教師1名、児童20名）。
- 1892年（明治25年）- 「戸石尋常小学校」と改称。
- 1901年（明治34年）- 児童数の増加により、戸石神社に分教場を開設し、4年生の授業を行う。
- 1903年（明治36年）7月15日 - 現敷地に平屋建ての新校舎が完成し、移転。
- 1907年（明治40年）4月 - 高等科を併置し、「戸石尋常高等小学校」と改称。
- 1911年（明治44年）- 東側に2階建て校舎を増築。
- 1918年（大正7年）- 校舎を増築。
- 1923年（大正12年）- 運動場を拡張。
- 1925年（大正14年）- 西側に校舎を増築。
- 1941年（昭和16年）4月1日 - 国民学校令により、「戸石村国民学校」と改称。尋常科を初等科に改称。
- 1947年（昭和22年）4月1日 - 学制改革（六・三制の実施）
  - 旧・戸石国民学校の初等科を改組し、「戸石村立戸石小学校」とする。
  - 旧・戸石国民学校の高等科を改組し、戸石村立戸石中学校（新制中学校）とし、小学校に併設。牧島分教場を牧島分校とする。
- 1955年（昭和30年）2月11日 - 東長崎町[3]の発足に伴い、「東長崎町立戸石小学校」と改称。
- 1962年（昭和37年）- 校旗を制定。鼓笛隊を編成。
- 1963年（昭和38年）4月20日 - 長崎市への編入に伴い、「長崎市立戸石小学校」（現校名）に改称。
- 1965年（昭和40年）- 創立記念日を5月15日に制定。校歌を制定。
- 1967年（昭和42年） - 給食室が完成。

- 1968年（昭和43年）
  - この年 - 完全給食を実施。
  - 3月23日 - 牧島分校廃校式を挙行。

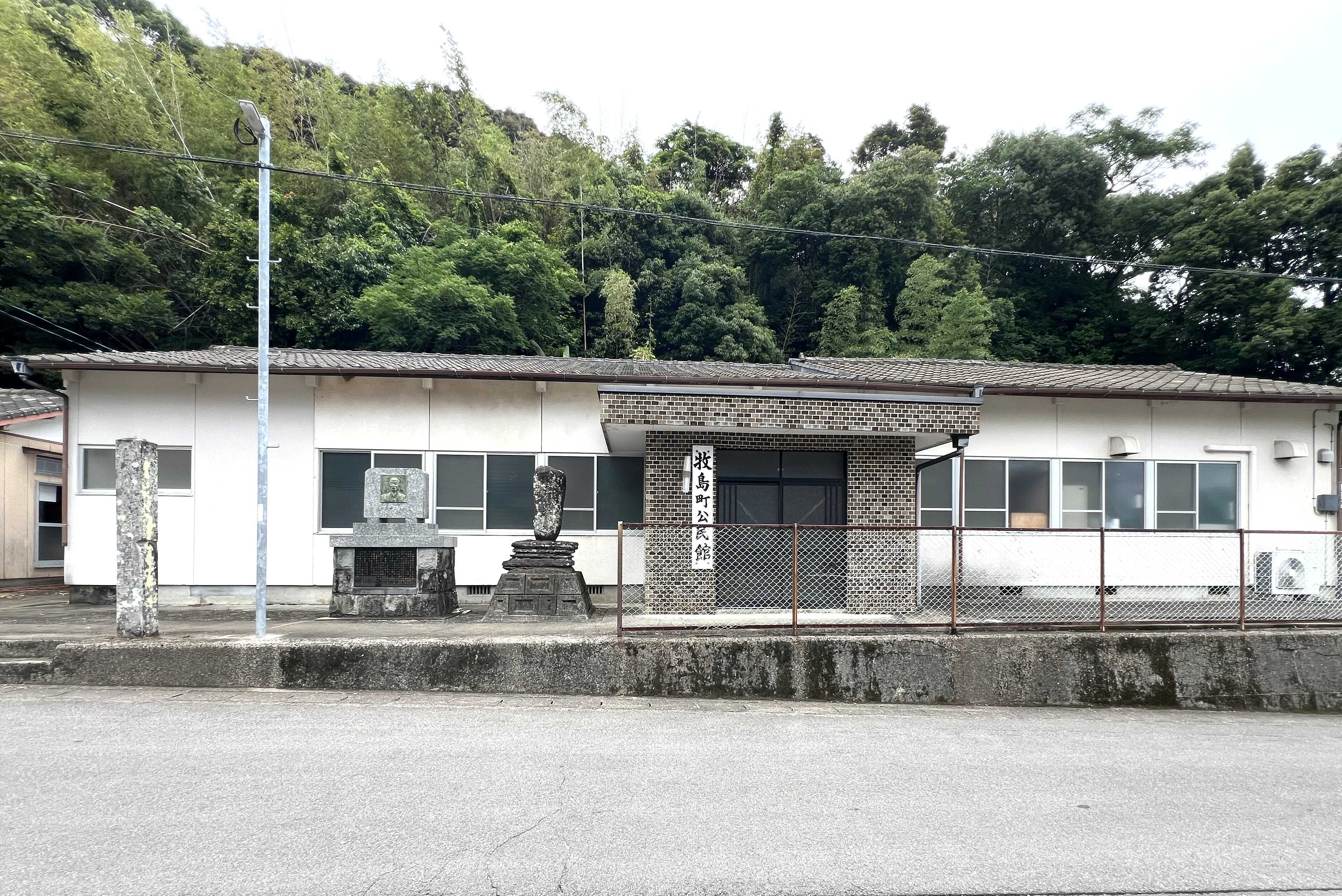
旧・牧島分校跡

  - 3月31日 - 牧島分校を廃止。跡地は牧島町公民館となっている。
- 1973年（昭和48年）10月14日 - 創立100年周年記念式典を挙行。
- 1980年（昭和55年）
  - 4月 - 学校編成14学級となる。
  - この年 - プールが完成。
- 1981年（昭和56年）5月15日 - 体育館が完成。
- 1982年（昭和57年）- 国旗掲揚台を設置。
- 1996年（平成8年）4月1日 - 特殊学級（現・特別支援学級）を設置。
- 2005年（平成17年）- 校舎裏庭にインターロッキングブロック敷設工事を実施。上海紅十字団訪問団と交流会を実施。
- 2006年（平成18年）
  - 給食室を解体し、長崎市立橘小学校との親子給食[4]を開始。　
  - 新校舎（図工室・生活科室・図書室・相談室・資料室・給食配膳室）が完成。
- 2013年 (平成25年) - 創立140周年を迎え、記念式典を執り行う。
- 2023年（令和5年）- 創立150周年を迎え、上空写真を撮り、記念式典を執り行う。

## 学校行事
- 運動会は毎年5月に行われている。

## アクセス
最寄りのバス停
- 長崎県営バス「尾崎」、「戸石学校前」バス停。

最寄りの国道・県道
- 国道34号沿い - 学校のそばを長崎街道が通っている。

## 周辺
- 戸石保育園
- 長崎戸石郵便局
- JA長崎西彼戸石支店

## 関連事項
- 長崎県小学校一覧